# 许海峰

许海峰（1957年8月1日—），籍贯安徽和县，出生於福建漳州。中华人民共和国射击运动员，曾任中国国家射击队总教练和国家体育总局射击中心副主任。许海峰也是第一位获得奥林匹克运动会金牌的中国人。

## 生涯
許海峰22岁時在供销社当化肥推销员。之后跟随自己的中学体育老师练射击，获得安徽省冠军。1982年，加入安徽省射击队，正式开始运动生涯。
1983年，許海峰奪得人生中首面重要賽事中的獎牌：在五運會中奪得兩面銀牌。1984年洛杉矶奥运会的男子自選手槍項目中，他以566環的成績奪得该届奥运会首枚金牌——50米手枪慢射金牌，是中国在奥运历史上的首金。20年後，當記者訪問他成為首位奪得金牌的運動員有何感覺，許海峰回應認為自己是首位得到奧運金牌的中國運動員只是由於射擊項目較早舉行他才能有此美譽。在洛杉矶奥运会结束两个月后，许海峰决定将其金牌捐给国家，现陈列于中国国家博物馆，对此他表示“我的成功源于国家的实力”。
1985年4月26日，加入中国共产党。許海峰在1986年亚运会中，奪得三個冠軍，而其中自選手槍項目中更破了世界紀錄。及後的全國射擊中再一次打破世界紀錄。1988年汉城奥运会上，许海峰获得季军。1990年，他在北京亞運會中摘下4面金牌，1年後世界氣槍錦標賽冠軍以及亞洲錦標賽的5面金牌為許海峰的射擊生涯加添更多色彩。
1991年，他的迁移性视网膜炎已经开始影响视力。1994年，他在参加亚运会时，明显感到视力下降并严重影响成绩。同年年底，他决定退役，并开始担任中国国家女子手枪项目主教练，后来升任中国国家射击队副总教练。1996年亚特兰大奥运会上，许海峰弟子李对红获得女子手枪金牌。2000年悉尼奥运会上，他的弟子陶璐娜获得女子气手枪金牌。2001年，他出任中国国家射击队总教练。同年6月，改任国家体育总局射击中心副主任。他愛徒包括了杜麗、陶璐娜、王成意等有名的射擊運動員，大都是奥林匹克运动会獎牌得主。許海峰曾於2003年獲得由中國奧委會、中華全國體育總會與中央電視台聯合頒布的中國電視體育獎中的最佳教練員獎。2005年，许海峰改任国家体育总局自行车和击剑运动管理中心的副主任。
2017年11月，许海峰从国家体育总局自行车击剑运动管理中心退休。2018年，他被授予“改革先锋”称号。